# Sibonga
Sibonga ist eine philippinische Stadtgemeinde in der Provinz Cebu. Sie hat 48.186 Einwohner (Zensus 1. August 2015). Sie beherbergt des Simala-Schrein.

## Baranggays
Sibonga ist politisch in 25 Baranggays unterteilt.
| - Abugon - Bae - Bagacay - Bahay - Banlot - Basak - Bato - Cagay - Can-aga - Candaguit - Cantolaroy - Dugoan - Guimbangco-an | - Lamacan - Libo - Lindogon - Magcagong - Manatad - Mangyan - Papan - Poblacion - Sabang - Sayao - Simala - Tubod |